# Neupotzer Altrhein
Das Vogelschutzgebiet Altrhein Neupotz liegt in Rheinland-Pfalz, südlich von Speyer im Landkreis Germersheim. Es handelt sich um einen Altrheinarm bei der Gemeinde Neupotz, der durch die Rheinbegradigung im 19. Jahrhundert entstanden ist. Es ist ein EU-Vogelschutzgebiet nach der Vogelschutzrichtlinie, Teil des Natura-2000-Netzwerks und eine Ergänzung zum „Vogelschutzgebiet Hördter Rheinaue inklusive Kahnbusch und Oberscherpfer Wald“. Es ist ebenso ein Teilbereich des FFH-Gebiets „Hördter Rheinaue“ und des Landschaftsschutzgebiets „Pfälzische Rheinauen“.

## Geographie
Das Gebiet erstreckt sich entlang des ehemaligen Rheinverlaufs südlich des Otterbachs bei der Gemeinde Neupotz und nordöstlich der Stadt Wörth am Rhein. Es ist Teil des größeren Oberrheingrabens und liegt in einer typischen Auenlandschaft mit Altarmen, Feuchtgebieten und angrenzenden Waldflächen.

## Naturraum

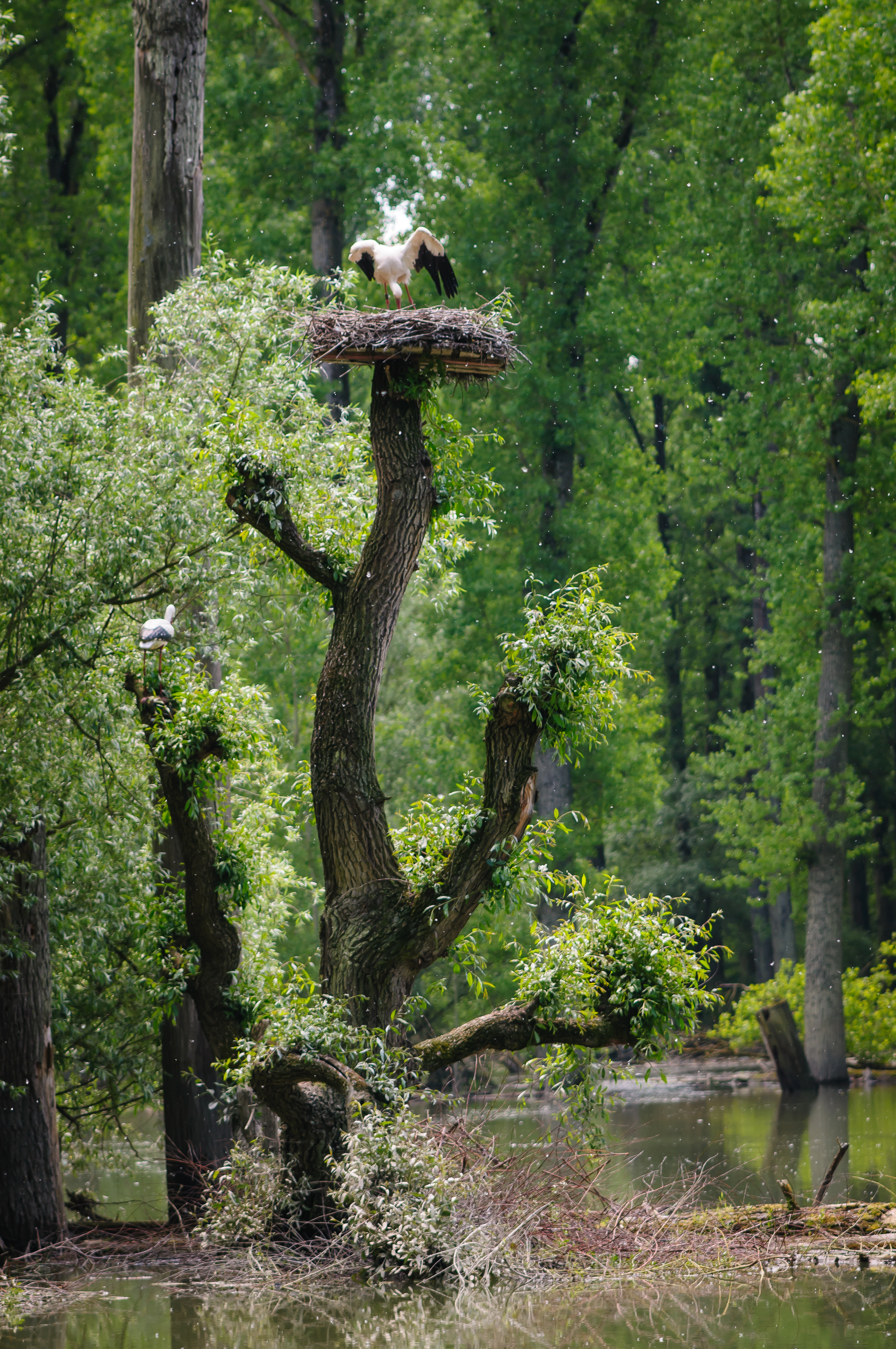
Weißstorch (Ciconia ciconia) beim Nestbau am Altrhein

Der Altrhein bei Neupotz ist Teil eines großflächigen Auwald- und Feuchtbiotopkomplexes mit einer hohen Artenvielfalt. Das Gebiet ist als Natura 2000- und FFH-Gebiet (Fauna-Flora-Habitat) ausgewiesen und unterliegt europäischem Schutzrecht. Typische Lebensräume sind Röhricht, Schilfzonen, Bruch- und Auenwälder sowie Flachwasserbereiche.
Der Naturraum des Altrheins bei Neupotz ist geprägt von einer dynamischen Auenlandschaft mit periodischer Überflutung, die wertvolle Lebensräume für spezialisierte Tier- und Pflanzenarten schafft. Charakteristisch sind Weichholzauen mit Silberweiden, stehende und langsam fließende Gewässer sowie artenreiche Feuchtwiesen und Schilfröhrichte. Diese naturnahen Strukturen machen das Gebiet zu einem bedeutenden Rückzugsraum für seltene Amphibien, Libellen und Watvögel.
Besonders erwähnenswerte Arten sind unter anderem Eisvogel (Alcedo atthis), Biber (Castor fiber), Schwarzerle (Alnus glutinosa), Weißstorch (Ciconia ciconia) sowie diverse Amphibien- und Insektenarten.

### Naturschutz und ökologische Maßnahmen
Das Gebiet steht unter besonderem Schutz durch Landes- und EU-Naturschutzrecht. Verschiedene Renaturierungsmaßnahmen sollen den naturnahen Zustand der Rheinauen erhalten oder wiederherstellen. Umweltbildung wird durch Führungen und Informationsmaterialien gefördert.

## Nutzung
Der Altrhein ist ein beliebtes Naherholungsgebiet. Neben Spaziergängern und Radfahrern nutzen auch Angler und Kanufahrer die Gewässerabschnitte. Mit einem originalgetreuen Nachbau eines spätrömischen Patrouillenschiffes, der Lusoria Rhenana, werden Fahrten auf dem Setzfeldsee, einem Teilbereich des Altrheins, angeboten.
Rund um den Altrhein verlaufen mehrere markierte Wander- und Radwege, darunter ein Abschnitt des PAMINA-Rheinauen-Radwegs. Die Region ist auch Ziel von Exkursionen, etwa durch Umweltgruppen wie BUND Kreisgruppe Südpfalz oder NABU Karlsruhe.

## Herausforderungen
Der Altrhein steht unter zunehmendem Nutzungsdruck. Herausforderungen ergeben sich insbesondere durch:
- Nutzungskonflikte zwischen Freizeitaktivitäten und Naturschutz
- Veränderungen des Wasserhaushalts durch klimatische Einflüsse
- Einwanderung invasiver Arten
- Einflüsse durch die angrenzende Landwirtschaft

## Weitere Bilder zum Artikel

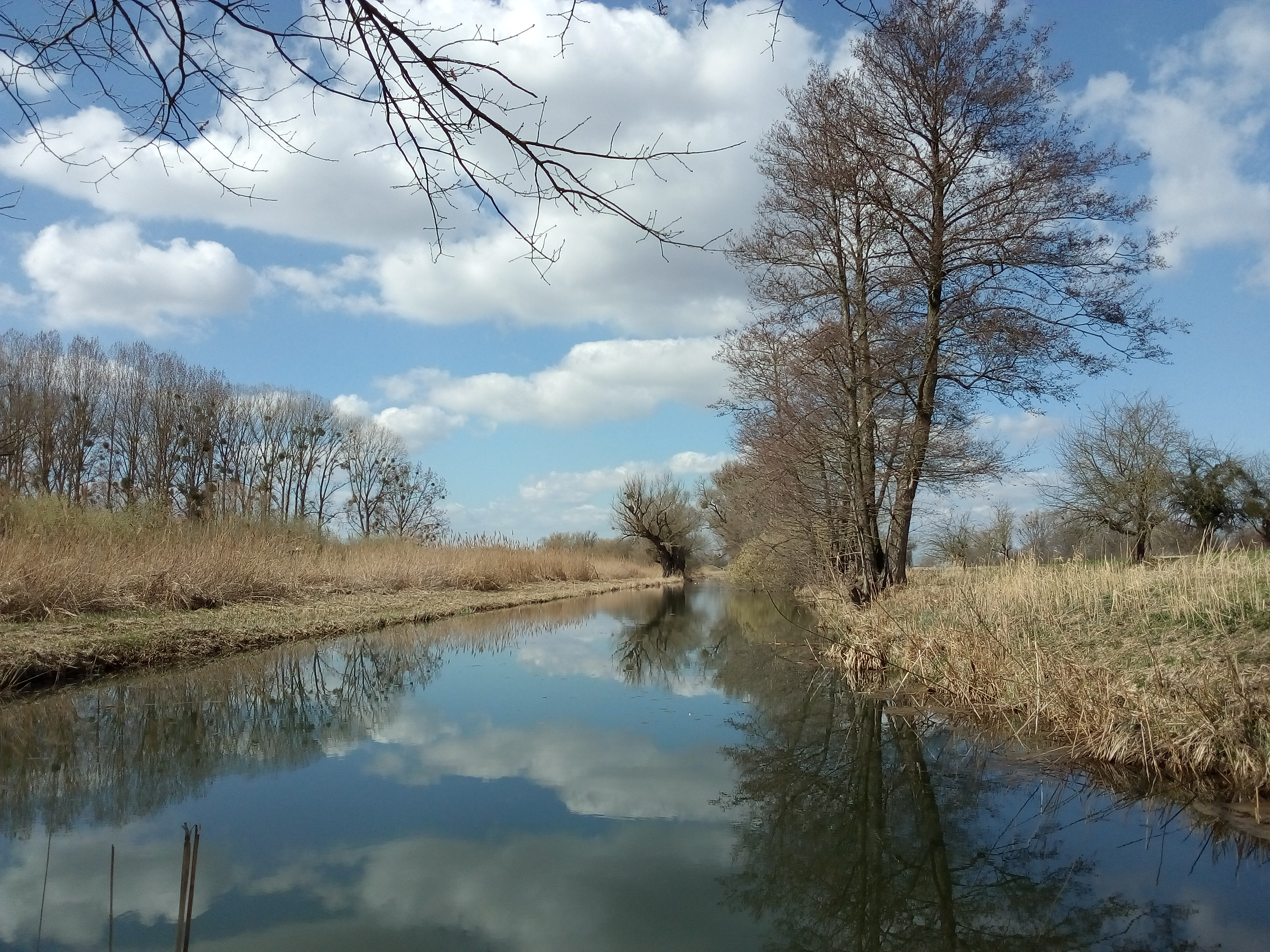
Dohlgraben
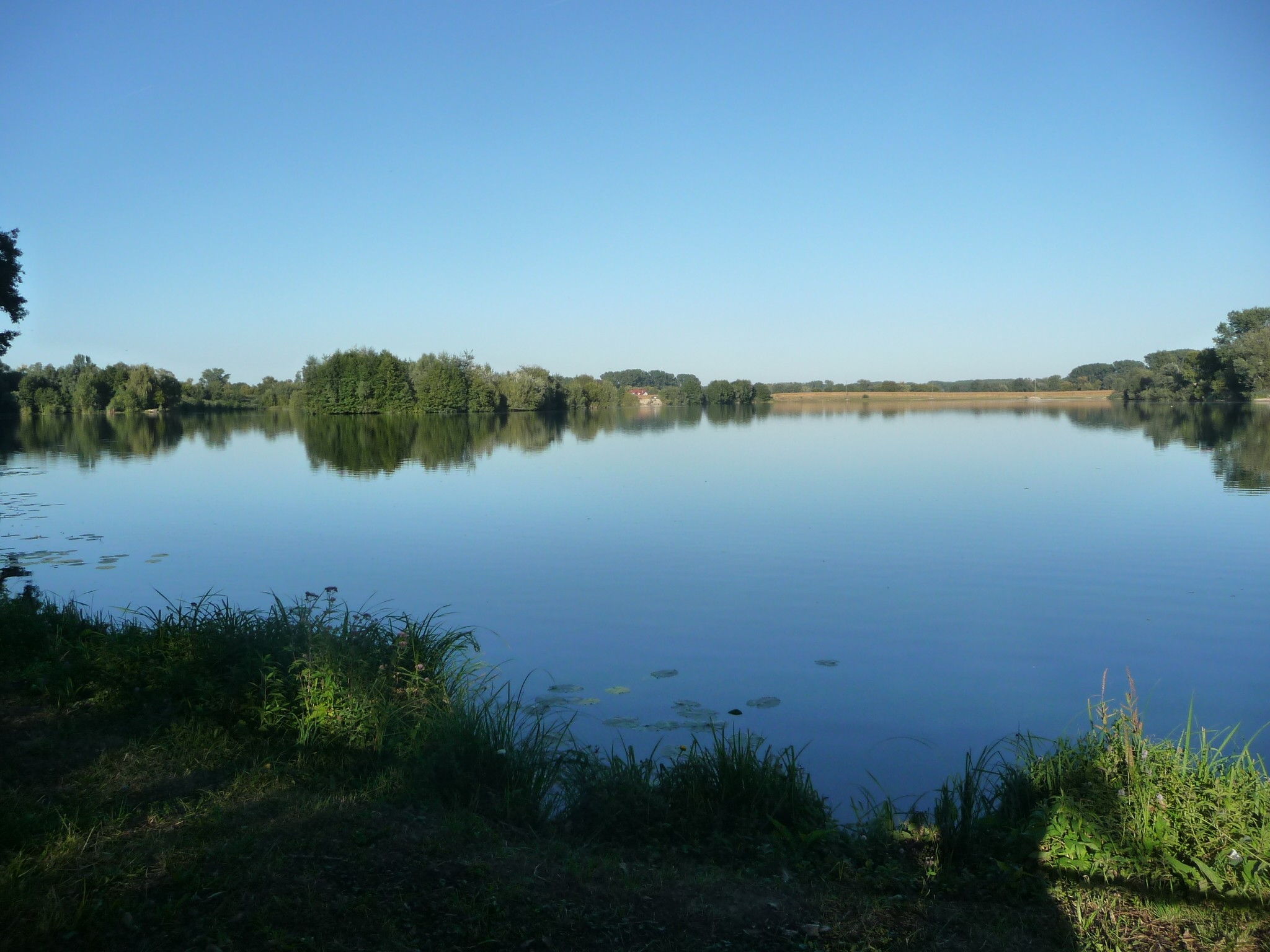
Setzfeldsee
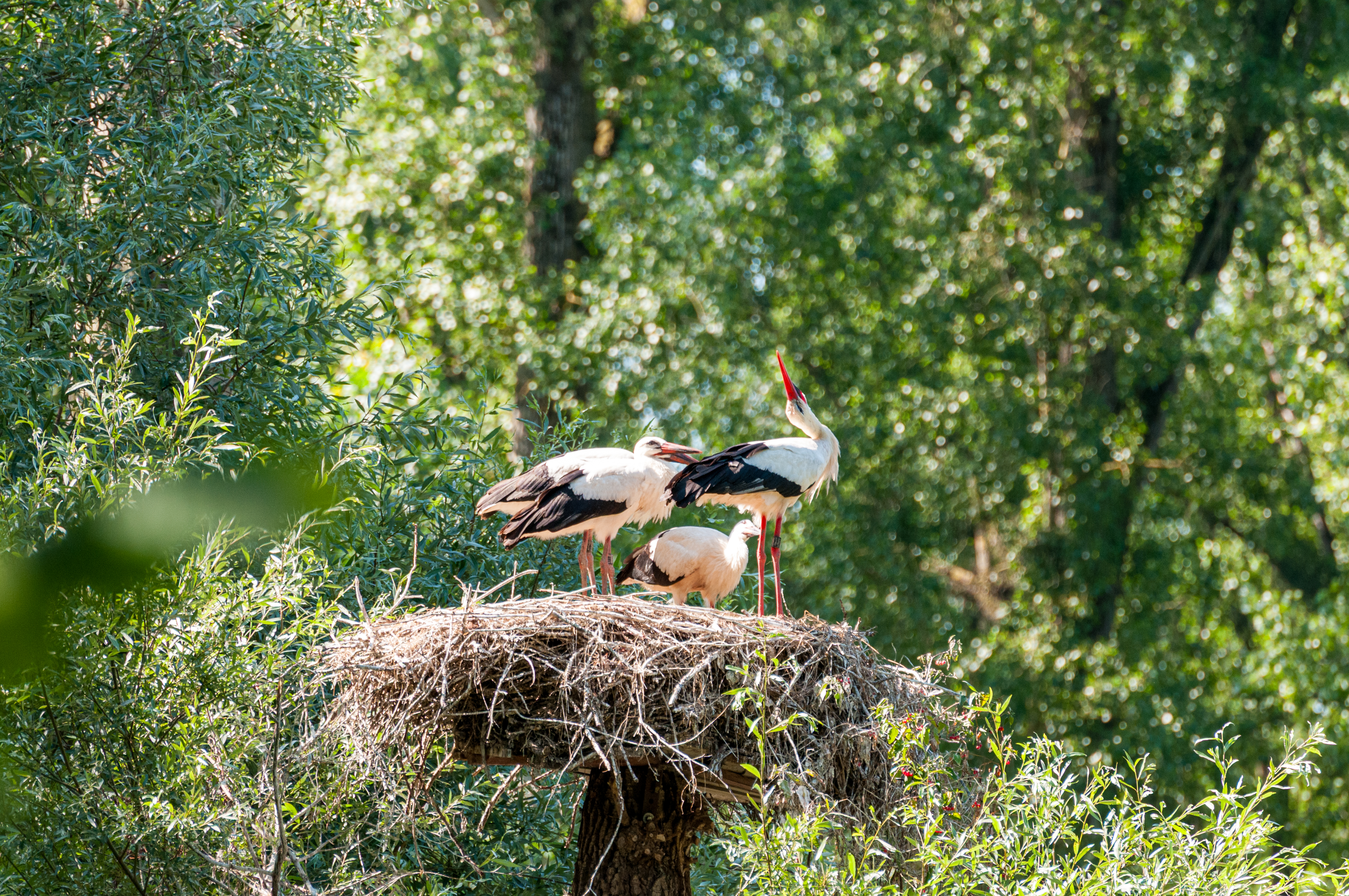
Weißstörche im Nest
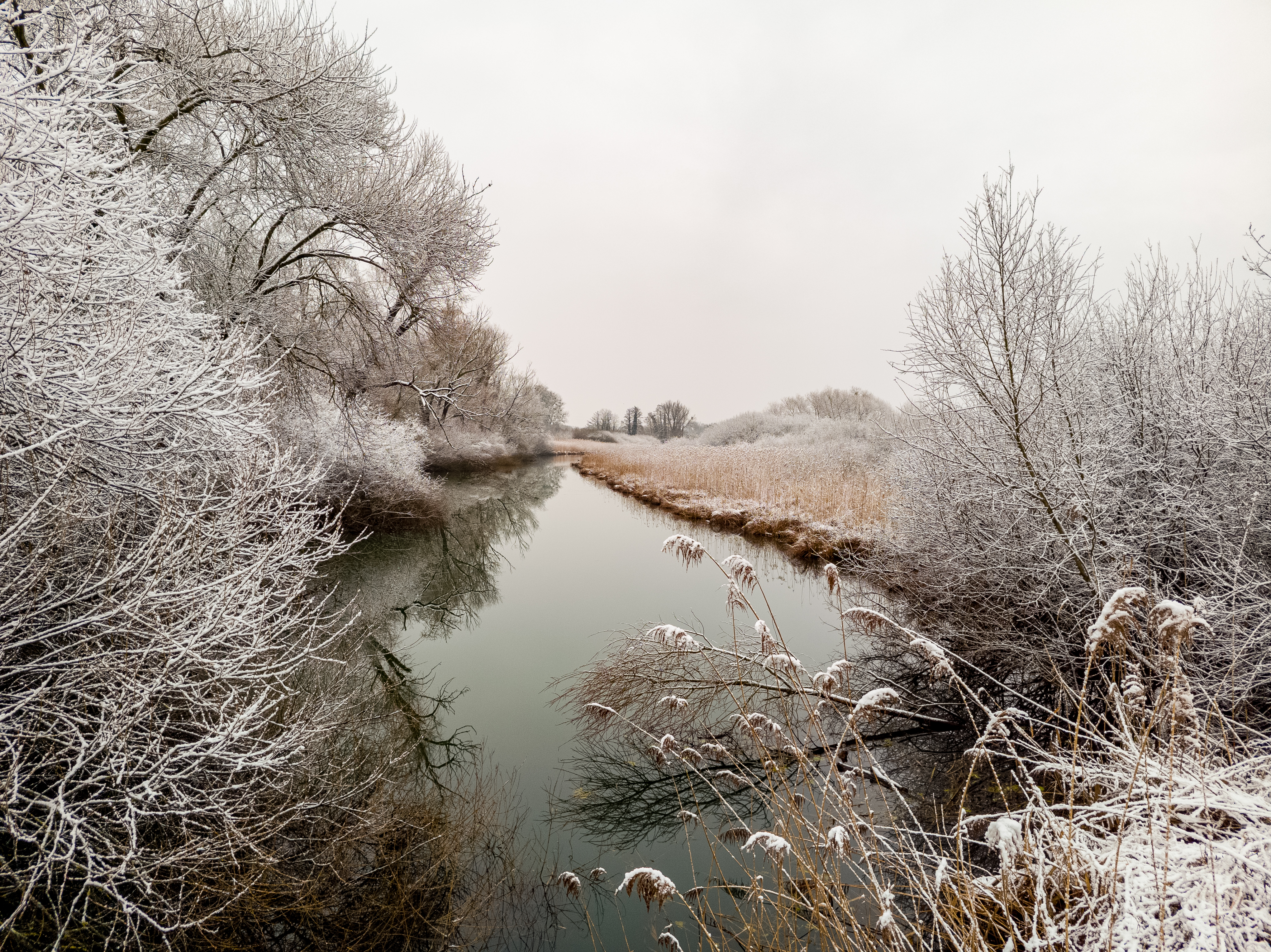
Neupotzer Altrhein
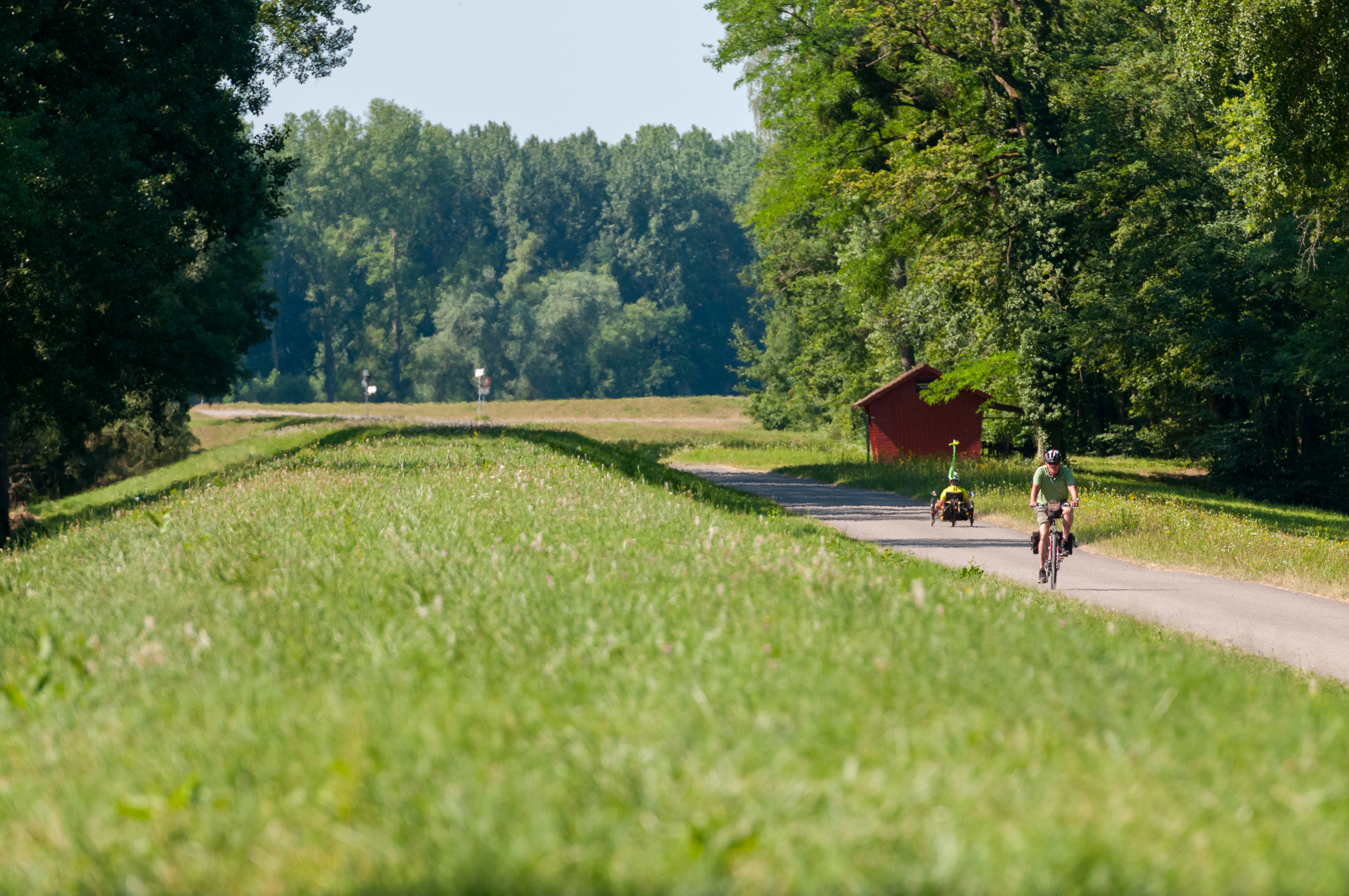
PAMINA-Rheinauen-Radweg